# Riurik Dudin
Riurik (Jurij) Władimirowicz Dudin, ros. Рюрик (Юрий) Владимирович Дудин (ur. w 1924 w Kijowie, zm. w 1989 w Stanach Zjednoczonych) – wojskowy kozackiego oddziału wojskowego na służbie niemieckiej podczas II wojny światowej, rosyjski działacz i publicysta emigracyjny, wykładowca akademicki
Studiował filozofię na Uniwersytecie w Heidelbergu. Podczas II wojny światowej służył w kozackim oddziale wojskowym w służbie niemieckiej. Po jej zakończeniu przebywał w Niemczech Zachodnich. W 1950 wyjechał do Stanów Zjednoczonych, gdzie ukończył studia na Uniwersytecie Fordham w Nowym Jorku. W latach 1962–1966 prowadził audycje w Głosie Ameryki. Jednocześnie współpracował z Radiem Swoboda. Od 1966 był wykładowcą w katedrze slawistyki Uniwersytetu Yale. Działał w rosyjskich organizacjach emigracyjnych. Był jednym z założycieli Kongresu Amerykanów Pochodzenia Rosyjskiego i Związku Walki o Wyzwolenie Narodów Rosji (SBONR). Jednocześnie pod pseudonimem Roman Dnieprow pisał liczne artykuły dla prasy emigracyjnej.